# Hajfiskeri, ræveavl, landbrug, fåreavl
Hajfiskeri, ræveavl, landbrug, fåreavl er en dansk dokumentarisk optagelse fra 1933.

## Handling
Optagelser fra Grønland:
1. En haj hales op og dræbes ved et snit rundt snuden, hvorved rygmarven skæres over. Leveren tages ud af hajerne og samles i kurve og vejes, før den saltes. På land flås hajerne.
2. En gård med ræveopdræt. Skindene sælges og eksporteres fra handelspladsen i Godthåb.
3. Landbrug: marken pløjes med islænderheste, der sås og høstes hø med le. Man holder gæs, kvæg og får.
4. Fårene klippes, ulden vaskes i et stort kar med varmt vand og skylles i bækken.

Filmen indeholder klip fra andre af Poul Hansens film, "Hajfiskeri", "Rævestutteri", "Fåreavl I" og "Fåreavl II".